# Melchnau
Melchnau est une commune suisse du canton de Berne, située dans l'arrondissement administratif de Haute-Argovie.

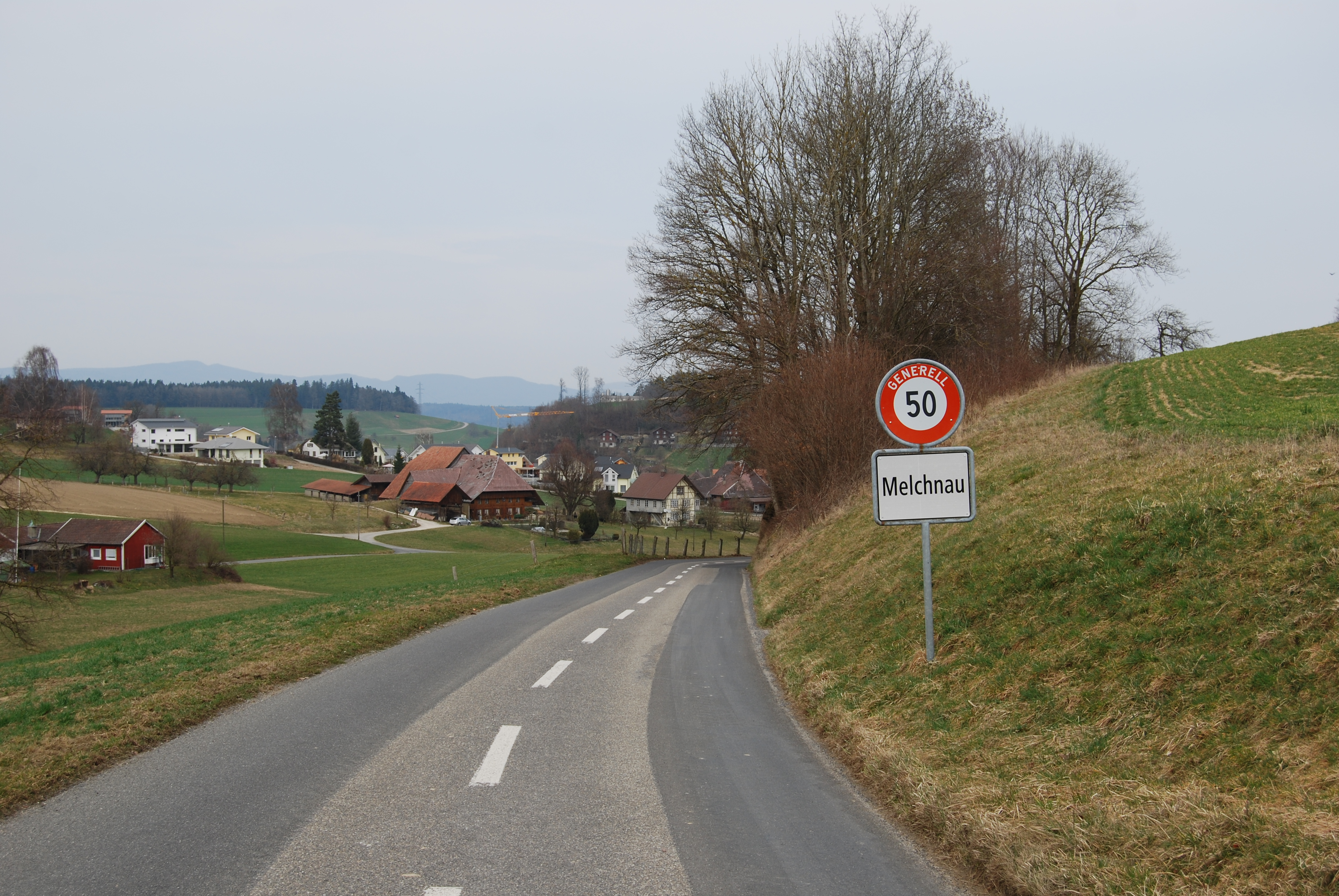
Melchnau.

Photo aérienne prise à 3000 m par Walter Mittelholzer (1923)